# Gruppo di IC 187
Il Gruppo di IC 187 comprende almeno 14 galassie situate nella costellazione dell'Ariete e del Triangolo. La distanza media tra il centro di massa di questo gruppo e la nostra Via Lattea è di circa 227 milioni di anni luce (69,7 Mpc).
Il gruppo comprende almeno 14 galassie, tra cui NGC 765, NGC 776, IC 187 e IC 1764. Queste ultime quattro, assieme a UGC 1451 (identificata anche come 0155+2507 o CGCG 0155.6+2507), sono menzionate anche da Abraham Mahtessian nel suo articolo del 1998. Mahtessian denomina Gruppo di NGC 765 questo raggruppamento di cinque galassie.

## Membri
Le galassie componenti il gruppo, indicate nell'articolo di Garcia del 1993 sono:
| Nome                      | Costellazione | Classificazione | Tipo                      | RA (J2000.0)  | DEC (J2000.0) | Velocità radiale (km/s) | Magnitudine apparente | Distanza (Mpc) | Dimensioni (kal) |
| ------------------------- | ------------- | --------------- | ------------------------- | ------------- | ------------- | ----------------------- | --------------------- | -------------- | ---------------- |
| IC 187 coppia di galassie | Triangolo     | SBa & Sb        | Spirale barrata & spirale | 02h 01m 30.7s | 26° 28′ 51″   | 5152 ± 10               | 12,9 & 13,0           | 72,0 ± 5,1     | 154              |
| IC 1764                   | Ariete        | SB(r)b          | Spirale barrata           | 02h 00m 23.4s | 24° 34′ 50″   | 5067 ± 3                | 13,3                  | 70,8 ± 5,0     | 97               |
| NGC 765                   | Ariete        | SAB(rs)bc       | Spirale intermedia        | 01h 58m 48.0s | 24° 53′ 33″   | 5120 ± 3                | 12,8                  | 71,6 ± 5,0     | 211              |
| NGC 776                   | Ariete        | SAB(rs)b        | Spirale intermedia        | 01h 59m 54.5s | 23° 38′ 40″   | 4921 ± 6                | 12,4                  | 68,6 ± 4,8     | 127              |
| UGC 1451                  | Ariete        | SB?             | Spirale barrata           | 01h 58m 30.0s | 25° 21′ 36″   | 4915 ± 3                | 11,52                 | 68,5 ± 4,8     | 70               |
| UGC 1453                  | Ariete        | Im?             | Irregolare magellanica    | 01h 58m 45.8s | 24° 38′ 40″   | 4893 ± 1                | 12,938 ± 0,0151       | 68,2 ± 4,8     | 113              |
| UGC 1462                  | Ariete        | SBcd?           | Spirale barrata           | 01h 59m 09.4s | 25° 23′ 09″   | 5060 ± 2                | 12,84                 | 70,7 ± 5,0     | 89               |
| UGC 1478                  | Ariete        | SB(rs)c         | Spirale barrata           | 02h 00m 14.9s | 24° 15′ 10″   | 4845 ± 1                | 13,00 ± 0,04          | 67,57 ± 4,7    | 66               |
| UGC 1479                  | Ariete        | Sc+             | Spirale                   | 02h 00m 19.0s | 24° 28′ 25″   | 4928 ± 7                | 11,96                 | 68,7 ± 4,8     | 81               |
| UGC 1483                  | Ariete        | Im              | Irregolare magellanica    | 02h 00m 22.1s | 22° 53′ 00″   | 5117 ± 4                | ?                     | 71,5 ± 5,0     | 90               |
| UGC 1510                  | Triangolo     | S?              | Spirale                   | 02h 01m 46.5s | 26° 32′ 49″   | 5001 ± 2                | 14,05                 | 69,9 ± 4,9     | 40               |
| CGCG 482-38               | Ariete        | Sc              | Spirale                   | 01h 59m 55.3s | 24° 18′ 44″   | 5090 ± 5                | 13,11                 | 71,1 ± 5,0     | 74               |
| CGCG 482-46               | Ariete        | S               | Spirale                   | 02h 01m 03.2s | 23° 25′ 04″   | 5037 ± 3                | 15,2 ± 0,4            | 70,3 ± 4,9     | 49               |
| CGCG 482-50               | Ariete        | Sc+             | Spirale                   | 02h 01m 49.1s | 23° 41′ 22″   | 4727 ± 10               | 15,5 ± 0,5            | 65,8 ± 4,6     | 48               |

Il sito DeepskyLog permette di trovare agevolmente le costellazioni in cui si trovano le galassie; in alternativa si possono utilizzare le coordinate delle galassie per individuarle. Se non altrimenti indicato, le coordinate sono quelle fornite dal sito NASA/IPAC (National Aeronautics and Space Administration / Infrared Processing and Analysis Center).